# سیارک ۱۱۶۲۳
سیارک ۱۱۶۲۳ (به انگلیسی: 11623 Kagekatu، نامگذاری:1996TC10) یازده هزار و ششصد و بیست و سومین سیارک کشف شده‌است که در ۸ اکتبر ۱۹۹۶ کشف شد.
قدر مطلق سیارک برابر ۱۶٫۲ است.